# Zuidoost-Aziatisch kampioenschap voetbal 2000
Het Zuidoost-Aziatisch kampioenschap voetbal 2000 (officieel Tiger Cup genoemd) was een internationale voetbalcompetitie die in 2000 voor de derde keer gehouden werd. Het werd gehouden in Thailand van 5 november tot en met 18 november 2000 met 9 landen uit Zuidoost-Azië. Het thuisland won het toernooi voor de tweede keer in de geschiedenis. In de finale wonnen zij met 4–1 van Indonesië.

## Deelnemende teams
Alle leden van de ASEAN mochten meedoen. Brunei trok zich echter terug waardoor er negen landen meededen aan dit toernooi.
| Land       | Deelname | Beste resultaat |
| ---------- | -------- | --------------- |
| Indonesië  | 3e       | Derde           |
| Laos       | 3e       | Groepsfase      |
| Cambodja   | 2e       | Groepsfase      |
| Maleisië   | 3e       | Tweede          |
| Filipijnen | 3e       | Groepsfase      |
| Singapore  | 3e       | Winnaar (1998)  |
| Thailand   | 3e       | Winnaar (1996)  |
| Vietnam    | 3e       | Tweede          |

## Stadions
| Chiang Mai                | · Bangkok Chiang Mai Songkhla | · Bangkok Chiang Mai Songkhla | Songkhla           | Bangkok             |
| 700th Anniversary Stadion | · Bangkok Chiang Mai Songkhla | · Bangkok Chiang Mai Songkhla | Tinsulanon Stadion | Rajamangala Stadion |
| Capaciteit: 25.000        | · Bangkok Chiang Mai Songkhla | · Bangkok Chiang Mai Songkhla | Capaciteit: 35.000 | Capaciteit: 65.000  |
|                           | · Bangkok Chiang Mai Songkhla | · Bangkok Chiang Mai Songkhla |                    |                     |

## Groepsfase

### Groep A
| Team       | GS | W | G | V | DV | DT | DS | Ptn. |
| ---------- | -- | - | - | - | -- | -- | -- | ---- |
| Thailand   | 3  | 3 | 0 | 0 | 9  | 2  | +7 | 9    |
| Indonesië  | 3  | 2 | 0 | 1 | 9  | 4  | +5 | 6    |
| Myanmar    | 3  | 1 | 0 | 2 | 4  | 8  | −4 | 3    |
| Filipijnen | 3  | 0 | 0 | 3 | 0  | 8  | −8 | 0    |

|                                                  |                                                               |       |            |                                                                           |
| 6 november 2000 «onderlinge duels» 16:00 (UTC+7) | Indonesië                                                     | 3 – 0 | Filipijnen | 700th Anniversary Stadium, Chiang Mai Scheidsrechter: Mohd Nazri Abdullah |
| 6 november 2000 «onderlinge duels» 16:00 (UTC+7) | Aji Santoso 31' Kurniawan Dwi Yulianto 58' Eko Purdjianto 84' |       |            | 700th Anniversary Stadium, Chiang Mai Scheidsrechter: Mohd Nazri Abdullah |

|                                                  |                                                                             |       |                   |                                                                              |
| 6 november 2000 «onderlinge duels» 19:00 (UTC+7) | Thailand                                                                    | 3 – 1 | Myanmar           | 700th Anniversary Stadium, Chiang Mai Scheidsrechter: S. Kumbalingam Kennedy |
| 6 november 2000 «onderlinge duels» 19:00 (UTC+7) | Kiatisuk Senamuang 4' Sakesan Pituratana 47' Surachai Jaturapattarapong 74' |       | Aung Kyaw Tun 62' | 700th Anniversary Stadium, Chiang Mai Scheidsrechter: S. Kumbalingam Kennedy |

|                                                  |                                                     |       |            |                                                                      |
| 8 november 2000 «onderlinge duels» 19:00 (UTC+7) | Myanmar                                             | 3 – 0 | Filipijnen | 700th Anniversary Stadium, Chiang Mai Scheidsrechter: Nguyen Van Mui |
| 8 november 2000 «onderlinge duels» 19:00 (UTC+7) | Thet Naing Soe 65' Zaw Htike 69' Nay Thu Hlaing 71' |       |            | 700th Anniversary Stadium, Chiang Mai Scheidsrechter: Nguyen Van Mui |

|                                                   |                                                                        |       |                             |                                                                           |
| 10 november 2000 «onderlinge duels» 19:00 (UTC+7) | Thailand                                                               | 4 – 1 | Indonesië                   | 700th Anniversary Stadium, Chiang Mai Scheidsrechter: Mohd Nazri Abdullah |
| 10 november 2000 «onderlinge duels» 19:00 (UTC+7) | Worrawoot Srimaka 25', 49' Kiatisuk Senamuang 52' Dusit Chalermsan 79' |       | Gendut Doni Christiawan 57' | 700th Anniversary Stadium, Chiang Mai Scheidsrechter: Mohd Nazri Abdullah |

|                                                   |         |                                                                                   |           |                                                                              |
| 12 november 2000 «onderlinge duels» 16:00 (UTC+7) | Myanmar | 0 – 5                                                                             | Indonesië | 700th Anniversary Stadium, Chiang Mai Scheidsrechter: S. Kumbalingam Kennedy |
| 12 november 2000 «onderlinge duels» 16:00 (UTC+7) |         | Gendut Doni Christiawan 43', 57' Uston Nawawi 70' Kurniawan Dwi Yulianto 74', 82' |           | 700th Anniversary Stadium, Chiang Mai Scheidsrechter: S. Kumbalingam Kennedy |

|                                                   |                                          |       |            |                                                                      |
| 12 november 2000 «onderlinge duels» 19:00 (UTC+7) | Thailand                                 | 2 – 0 | Filipijnen | 700th Anniversary Stadium, Chiang Mai Scheidsrechter: Nguyen Van Mui |
| 12 november 2000 «onderlinge duels» 19:00 (UTC+7) | Kiatisuk Senamuang 4' Anurak Srikerd 14' |       |            | 700th Anniversary Stadium, Chiang Mai Scheidsrechter: Nguyen Van Mui |

### Groep B
| Team      | GS | W | G | V | DV | DT | DS  | Ptn. |
| --------- | -- | - | - | - | -- | -- | --- | ---- |
| Vietnam   | 4  | 3 | 1 | 0 | 12 | 0  | +12 | 10   |
| Maleisië  | 4  | 3 | 1 | 0 | 9  | 2  | +7  | 10   |
| Singapore | 4  | 2 | 0 | 2 | 4  | 2  | +2  | 6    |
| Cambodja  | 4  | 1 | 0 | 3 | 5  | 10 | −5  | 3    |
| Laos      | 4  | 0 | 0 | 4 | 0  | 16 | −16 | 0    |

|                                                  |              |       |          |                                                             |
| 5 november 2000 «onderlinge duels» 16:00 (UTC+7) | Singapore    | 1 – 0 | Cambodja | Tinsulanon Stadium, Songkhla Scheidsrechter: U Tun Hla Aung |
| 5 november 2000 «onderlinge duels» 16:00 (UTC+7) | Rafi Ali 25' |       |          | Tinsulanon Stadium, Songkhla Scheidsrechter: U Tun Hla Aung |

|                                                  |         |       |          |                                                                |
| 5 november 2000 «onderlinge duels» 19:00 (UTC+7) | Vietnam | 0 – 0 | Maleisië | Tinsulanon Stadium, Songkhla Scheidsrechter: Hanlumyaung Panya |
| 5 november 2000 «onderlinge duels» 19:00 (UTC+7) |         |       |          | Tinsulanon Stadium, Songkhla Scheidsrechter: Hanlumyaung Panya |

|                                                  |      |                                                                                                  |          |                                                           |
| 7 november 2000 «onderlinge duels» 16:00 (UTC+7) | Laos | 0 – 5                                                                                            | Maleisië | Tinsulanon Stadium, Songkhla Scheidsrechter: Jerry Andres |
| 7 november 2000 «onderlinge duels» 16:00 (UTC+7) |      | Rusdi Suparman 24', 54' Azman Adnan 31' (pen.) Hairuddin Omar 43' Ahmad Shahrul Azhar Sofian 89' |          | Tinsulanon Stadium, Songkhla Scheidsrechter: Jerry Andres |

|                                                  |          |                                                                                    |         |                                                                     |
| 7 november 2000 «onderlinge duels» 19:00 (UTC+7) | Cambodja | 0 – 6                                                                              | Vietnam | Tinsulanon Stadium, Songkhla Scheidsrechter: Hidayat Jajat Sudrajat |
| 7 november 2000 «onderlinge duels» 19:00 (UTC+7) |          | Lê Huỳnh Đức 16', 80' Nguyen Van Sy 55' Nguyen Hong Son 58' Vu Cong Tuyen 74', 86' |         | Tinsulanon Stadium, Songkhla Scheidsrechter: Hidayat Jajat Sudrajat |

|                                                  |                                                                   |       |                                   |                                                                     |
| 9 november 2000 «onderlinge duels» 16:00 (UTC+7) | Maleisië                                                          | 3 – 2 | Cambodja                          | Tinsulanon Stadium, Songkhla Scheidsrechter: Hidayat Jajat Sudrajat |
| 9 november 2000 «onderlinge duels» 16:00 (UTC+7) | Azman Adnan 21' Hairuddin Omar 47' Ahmad Shahrul Azhar Sofian 62' |       | Pok Chanthan 74' Hok Sochetra 86' | Tinsulanon Stadium, Songkhla Scheidsrechter: Hidayat Jajat Sudrajat |

|                                                  |                                                       |       |      |                                                             |
| 9 november 2000 «onderlinge duels» 19:00 (UTC+7) | Singapore                                             | 3 – 0 | Laos | Tinsulanon Stadium, Songkhla Scheidsrechter: U Tun Hla Aung |
| 9 november 2000 «onderlinge duels» 19:00 (UTC+7) | Rafi Ali 8' Nazri Nasir 22' Steven Tan Teng Chuan 90' |       |      | Tinsulanon Stadium, Songkhla Scheidsrechter: U Tun Hla Aung |

|                                                   |                                       |       |      |                                                           |
| 11 november 2000 «onderlinge duels» 16:00 (UTC+7) | Cambodja                              | 3 – 0 | Laos | Tinsulanon Stadium, Songkhla Scheidsrechter: Jerry Andres |
| 11 november 2000 «onderlinge duels» 16:00 (UTC+7) | Hok Sochetra 59', 76' Chea Makara 70' |       |      | Tinsulanon Stadium, Songkhla Scheidsrechter: Jerry Andres |

|                                                   |                  |       |           |                                                                |
| 11 november 2000 «onderlinge duels» 19:00 (UTC+7) | Vietnam          | 1 – 0 | Singapore | Tinsulanon Stadium, Songkhla Scheidsrechter: Hanlumyaung Panya |
| 11 november 2000 «onderlinge duels» 19:00 (UTC+7) | Lê Huỳnh Đức 62' |       |           | Tinsulanon Stadium, Songkhla Scheidsrechter: Hanlumyaung Panya |

|                                                   |                 |       |           |                                                             |
| 13 november 2000 «onderlinge duels» 16:00 (UTC+7) | Maleisië        | 1 – 0 | Singapore | Tinsulanon Stadium, Songkhla Scheidsrechter: U Tun Hla Aung |
| 13 november 2000 «onderlinge duels» 16:00 (UTC+7) | Azman Adnan 63' |       |           | Tinsulanon Stadium, Songkhla Scheidsrechter: U Tun Hla Aung |

|                                                   |      |                                                                                        |         |                                                                |
| 13 november 2000 «onderlinge duels» 19:00 (UTC+7) | Laos | 0 – 5                                                                                  | Vietnam | Tinsulanon Stadium, Songkhla Scheidsrechter: Hanlumyaung Panya |
| 13 november 2000 «onderlinge duels» 19:00 (UTC+7) |      | Van Sy Thuy 8' Vu Cong Tuyen 18' Nguyen Van Sy 50' Vu Minh Hieu 61' Pham Hung Dung 88' |         | Tinsulanon Stadium, Songkhla Scheidsrechter: Hanlumyaung Panya |

## Knockout-fase
|  | halve finale          | halve finale          |   |                       | finale                | finale |
|  |                       |                       |   |                       |                       |        |
|  | 16 november – Bangkok |                       |   |                       |                       |        |
|  | Vietnam               | 2                     |   |                       |                       |        |
|  | Indonesië             | 3                     |   |                       |                       |        |
|  |                       |                       |   |                       |                       |        |
|  |                       |                       |   |                       | 18 november – Bangkok |        |
|  |                       |                       |   |                       | Thailand              | 4      |
|  |                       | Indonesië             | 1 |                       |                       |        |
|  |                       |                       |   |                       |                       |        |
|  |                       |                       |   |                       | derde plaats          |        |
|  | 16 november – Bangkok | 16 november – Bangkok |   | 18 november – Bangkok | 18 november – Bangkok |        |
|  | Thailand              | 2                     |   | Vietnam               | 0                     |        |
|  | Maleisië              | 0                     |   |                       | Maleisië              | 3      |

### Halve finale
|                                                   |                                       |              |                                                           |                                                                     |
| 16 november 2000 «onderlinge duels» 16:00 (UTC+7) | Vietnam                               | 2 – 3 (n.v.) | Indonesië                                                 | Rajamangala Stadium, Bangkok Scheidsrechter: S. Kumbalingam Kennedy |
| 16 november 2000 «onderlinge duels» 16:00 (UTC+7) | Nguyen Hong Son 45' Vu Cong Tuyen 90' |              | Gendut Doni Christiawan 39', 120' Matheus Nurdiantara 75' | Rajamangala Stadium, Bangkok Scheidsrechter: S. Kumbalingam Kennedy |

|                                                   |                                         |       |          |                                                             |
| 16 november 2000 «onderlinge duels» 19:00 (UTC+7) | Thailand                                | 2 – 0 | Maleisië | Rajamangala Stadium, Bangkok Scheidsrechter: U Tun Hla Aung |
| 16 november 2000 «onderlinge duels» 19:00 (UTC+7) | Kiatisuk Senamuang 30' Tawan Sripan 35' |       |          | Rajamangala Stadium, Bangkok Scheidsrechter: U Tun Hla Aung |

### Troostfinale
|                                                   |         |                                         |          |                                                                |
| 18 november 2000 «onderlinge duels» 16:00 (UTC+7) | Vietnam | 0 – 3                                   | Maleisië | Rajamangala Stadium, Bangkok Scheidsrechter: Hanlumyaung Panya |
| 18 november 2000 «onderlinge duels» 16:00 (UTC+7) |         | Rosdi Talib 42' Rusdi Suparman 59', 90' |          | Rajamangala Stadium, Bangkok Scheidsrechter: Hanlumyaung Panya |

### Finale
|                                                   |                                                          |       |                  |                                                                  |
| 18 november 2000 «onderlinge duels» 19:00 (UTC+7) | Thailand                                                 | 4 – 1 | Indonesië        | Rajamangala Stadium, Bangkok Scheidsrechter: Mohd Nazri Abdullah |
| 18 november 2000 «onderlinge duels» 19:00 (UTC+7) | Worrawoot Srimaka 14', 18', 32' Tanongsak Prajakkata 65' |       | Uston Nawawi 20' | Rajamangala Stadium, Bangkok Scheidsrechter: Mohd Nazri Abdullah |

| Winnaar AFF Championship 2000 |
| ----------------------------- |
|                               |
| Thailand Tweede titel         |

## Toernooiranglijst
| Plaats                           | Land       | GW     | Win    | Gel    | Ver    | DV     | DT     | +/-    |        |
| Finale                           | Finale     | Finale | Finale | Finale | Finale | Finale | Finale | Finale | Finale |
| -------------------------------- | ---------- | ------ | ------ | ------ | ------ | ------ | ------ | ------ | ------ |
|                                  | Thailand   | 5      | 5      | 0      | 0      | 15     | 3      | +12    |        |
|                                  | Indonesië  | 5      | 3      | 0      | 2      | 13     | 10     | +3     |        |
| Uitgeschakeld in de halve finale |            |        |        |        |        |        |        |        |        |
|                                  | Maleisië   | 6      | 4      | 1      | 1      | 12     | 4      | +8     |        |
| 4                                | Vietnam    | 6      | 3      | 1      | 2      | 14     | 6      | +8     |        |
| Uitgeschakeld in de groepsfase   |            |        |        |        |        |        |        |        |        |
| 5                                | Singapore  | 4      | 2      | 0      | 2      | 4      | 2      | +2     |        |
| 6                                | Myanmar    | 3      | 1      | 0      | 2      | 4      | 8      | –4     |        |
| 7                                | Cambodja   | 4      | 1      | 0      | 3      | 5      | 10     | –5     |        |
| 8                                | Filipijnen | 3      | 0      | 0      | 3      | 0      | 8      | –8     |        |
| 9                                | Laos       | 4      | 0      | 0      | 4      | 0      | 16     | –16    |        |

## Doelpuntenmakers
5 doelpunten
- Gendut Doni Christiawan
- Worrawoot Srimaka

4 doelpunten
- Rusdi Suparman
- Kiatisuk Senamuang
- Vu Cong Tuyen

3 doelpunten
- Hok Sochetra
- Kurniawan Dwi Yulianto
- Azman Adnan
- Lê Huỳnh Đức

2 doelpunten
- Uston Nawawi
- Ahmad Shahrul Azhar Sofian
- Hairuddin Omar
- Rafi Ali
- Nguyen Hong Son

1 doelpunt
- Pok Chanthan
- Chea Makara
- Aji Santoso
- Eko Purdjianto
- Matheus Nurdiantara
- Rosdi Talib
- Aung Kyaw Tun
- Thet Naing Soe

- Zaw Htike
- Nay Thu Hlaing
- Nazri Nasir
- Steven Tan Teng Chuan
- Sakesan Pituratana
- Surachai Jaturapattarapong
- Dusit Chalermsan

- Anurak Srikerd
- Tawan Sripan
- Tanongsak Prajakkata
- Nguyen Van Sy
- Pham Hung Dung
- Vu Minh Hieu
- Van Sy Thuy

1996 · 1998 · 2000 · 2002 · 2004 · 2007 · 2008 · 2010 · 2012 · 2014 · 2016 · 2018 · 2020 · 2022 · 2024